# Farmahīn
Farmahīn (persiska: فرمهين) är en kommunhuvudort i Iran.   Den ligger i provinsen Markazi, i den centrala delen av landet, 210 km sydväst om huvudstaden Teheran. Farmahīn ligger 1 782 meter över havet och antalet invånare är 3 566.
Terrängen runt Farmahīn är en högslätt. Runt Farmahīn är det ganska glesbefolkat, med 21 invånare per kvadratkilometer. Farmahīn är det största samhället i trakten. Trakten runt Farmahīn består i huvudsak av gräsmarker.